# Vladimírský chrám

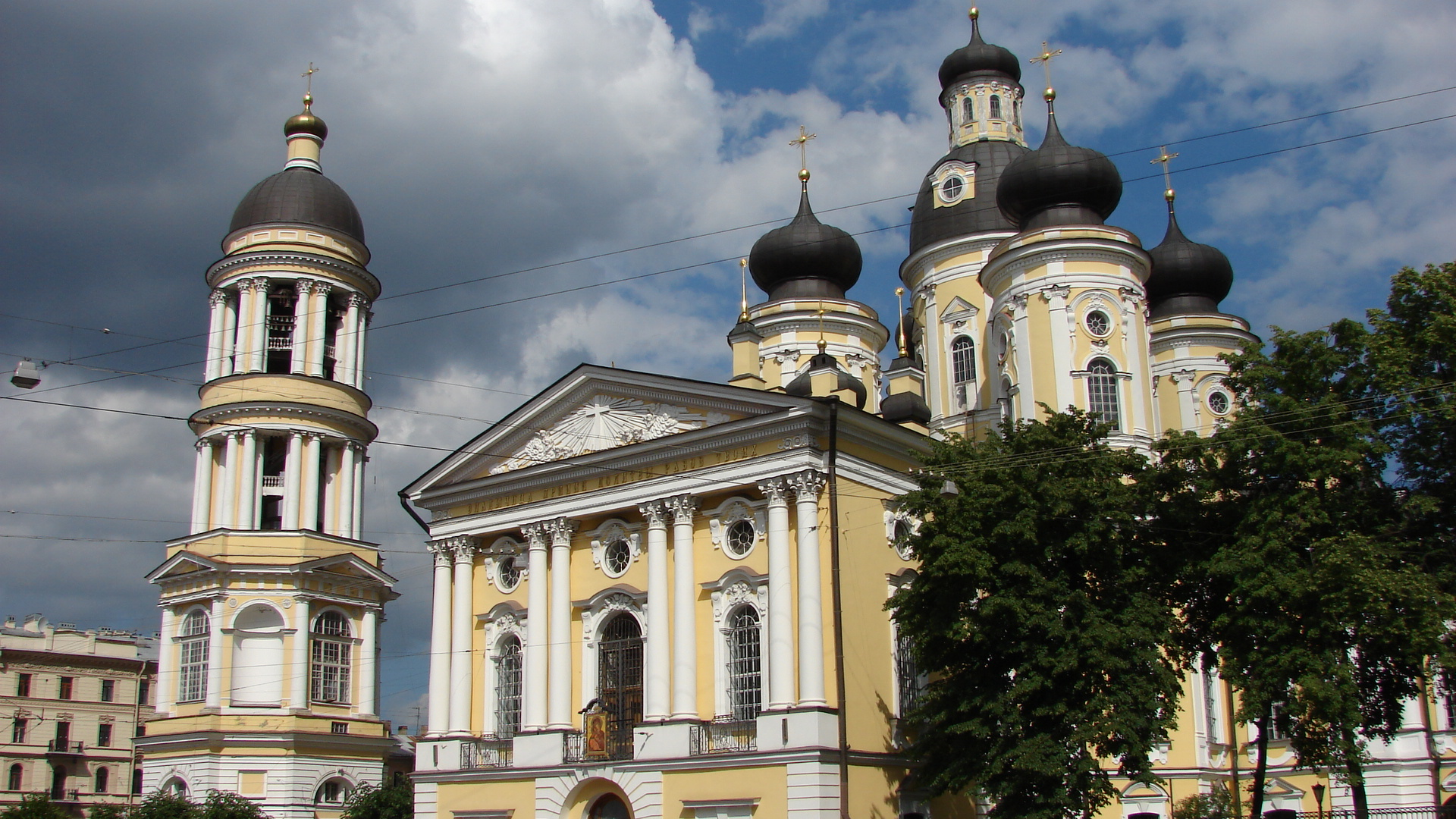
Chrám Vladimirské ikony Matky Boží

Vladimirský chrám nebo Chrám Vladimirské ikony Matky Boží (rusky Собо́р Влади́мирской ико́ны Бо́жией Ма́тери) je pravoslavný chrám v Petrohradě na Vladimirském prospektu. Jedná se o chrám s pěti věžemi, který se skládá ze dvou pater.

## Historie
Chrám byl vybudován v letech 1761 až 1769 v barokním architektonickém stylu, ale nese i prvky nastupujícího klasicismu. Vznikl je podle projektu italského architekta Trezinniho, ale na jeho další stavbě podílely i další architekti. Interiér chrámu je vyzdoben mozaikami. Farníkem tohoto pravoslavného chrámu byl během posledních let svého života i světoznámý ruský prozaik Dostojevskij, jehož pobyt a působení připomíná pamětní tabule. V letech komunistické diktatury byl chrám církvi odebrán a sloužil jako sklad knih pro Akademii věd.

## Současnost
Chrám byl v roce 1990 vrácen Ruské pravoslavné církvi a opět se v něm konají bohoslužby. V roce 2000 získal status katedrály.

## Galerie

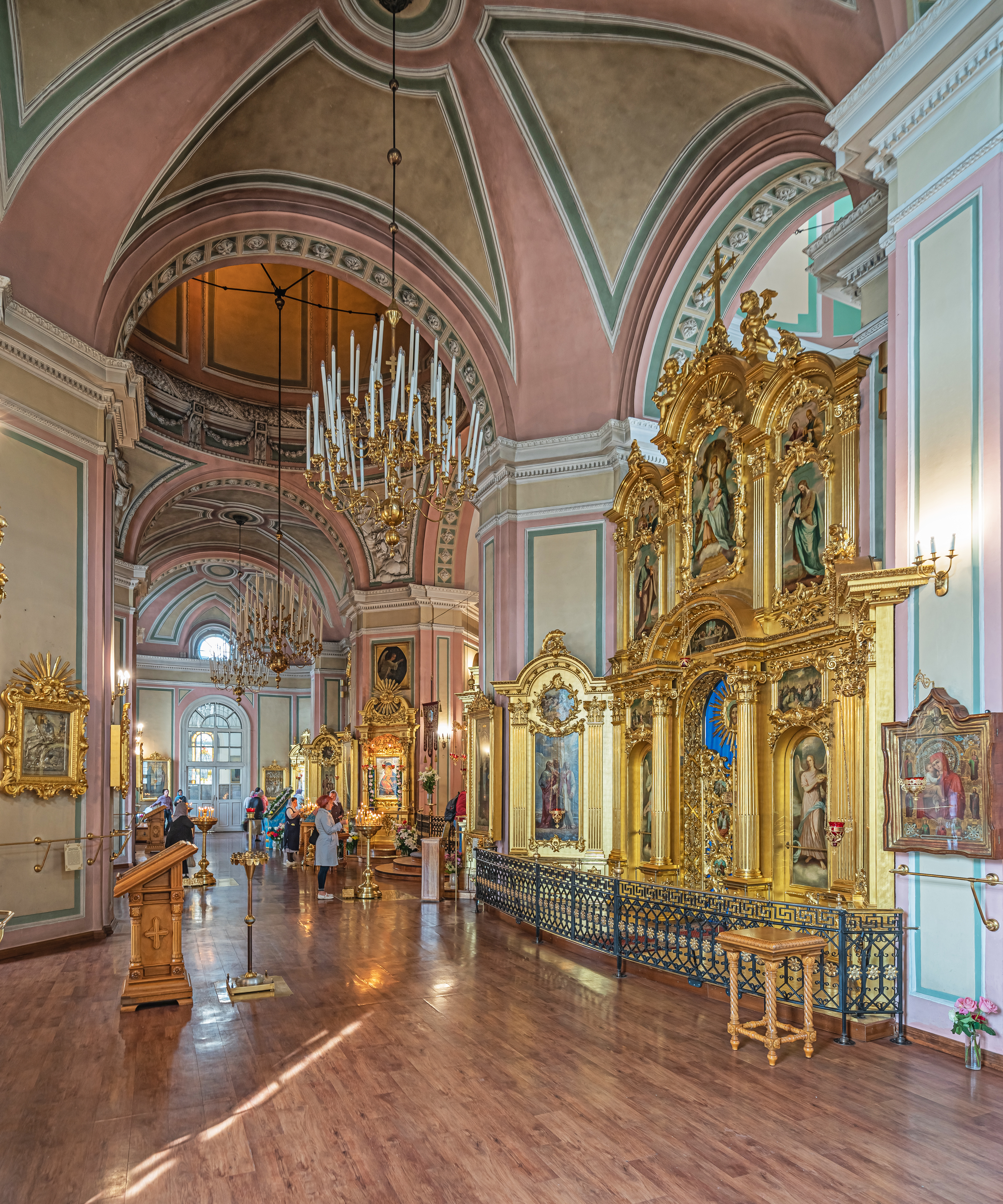
Interiér katedrály
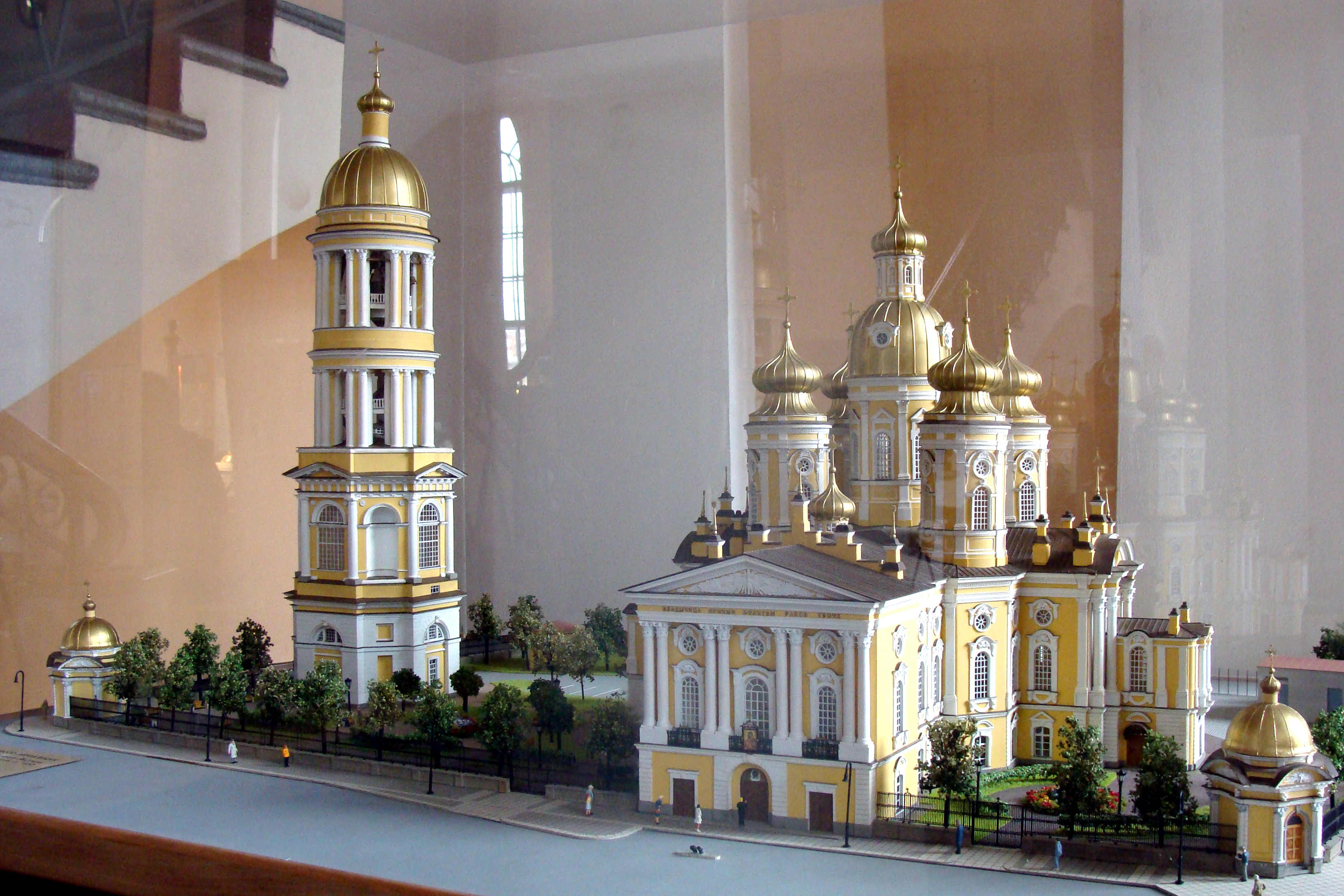
Zmenšený model katedrály